# Спирово (станция)
Спи́рово — железнодорожная станция на 398-м км Октябрьской железной дороги. Расположена в поселке Спирово Тверской области.

## История

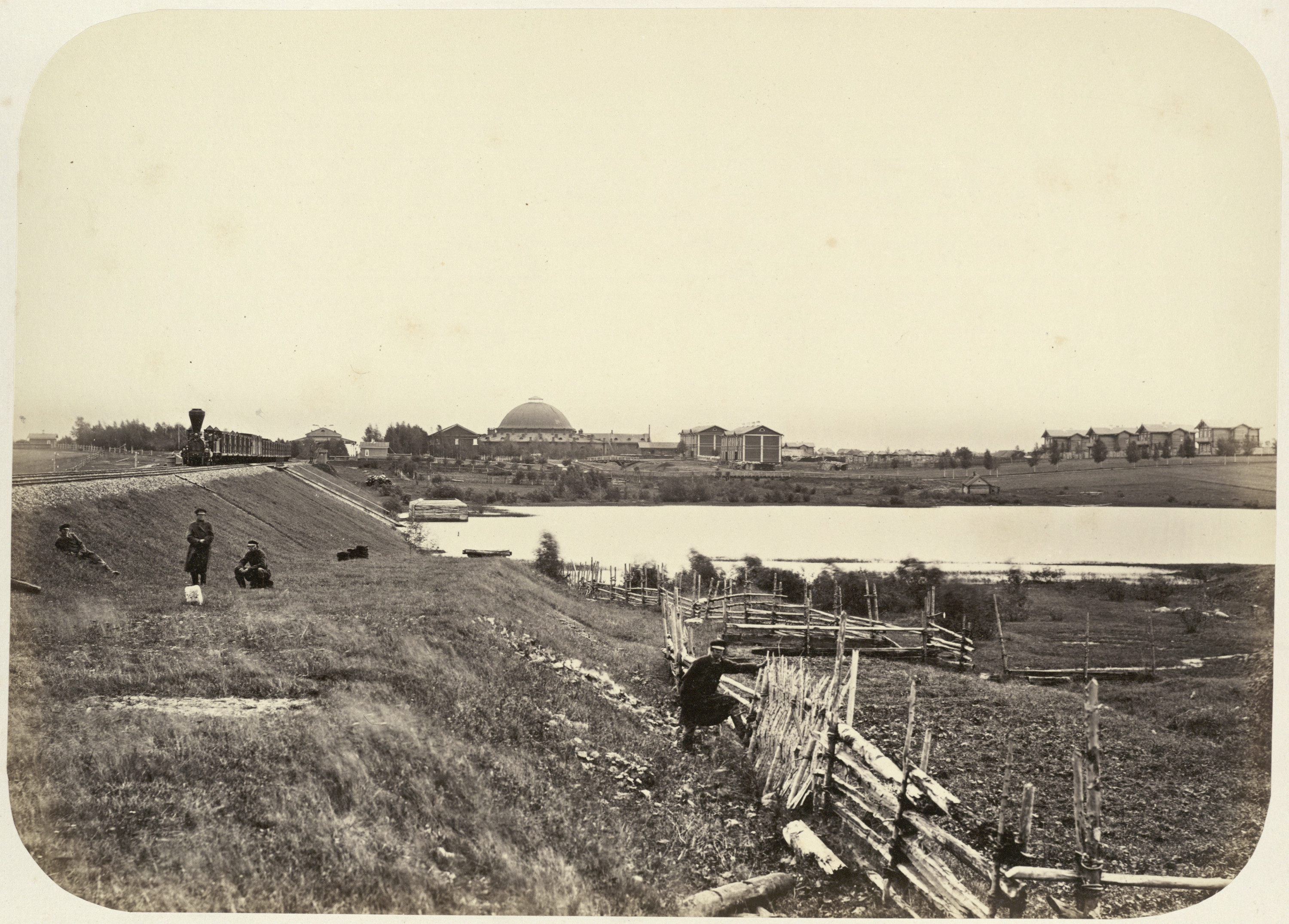
Станция Спирово в 1860-е годы

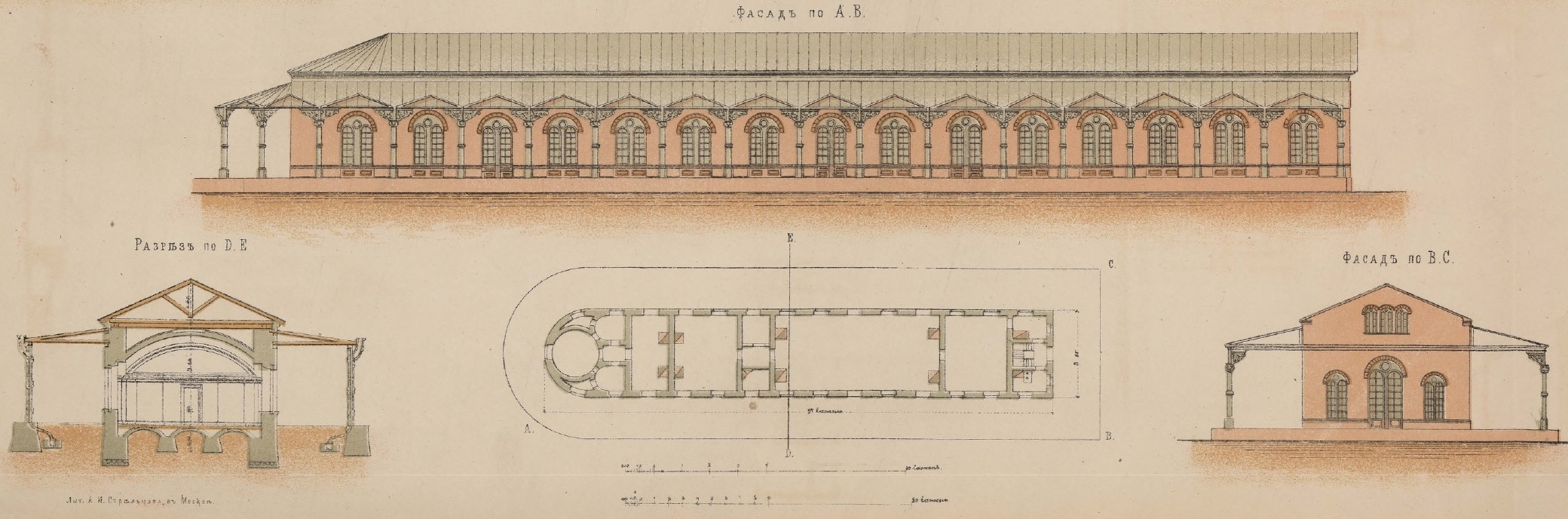
Чертёж вокзала 1851 года постройки

Первое упоминание о станции в документах относится к 1847 году. Название произошло от деревни, на земле которой намечалось построить вокзал. Местные крестьяне отказались продавать землю, и в результате станция была построена около деревни Пеньков, при этом проектное название сохранили. Станция была открыта под названием Спировская в 1850 году в составе участка Тверь — Вышний Волочёк, относилась ко II классу.Приказом МПС № 227 от 21 декабря 1850 года утверждено название станции. В 1863 году станция получила нынешнее название

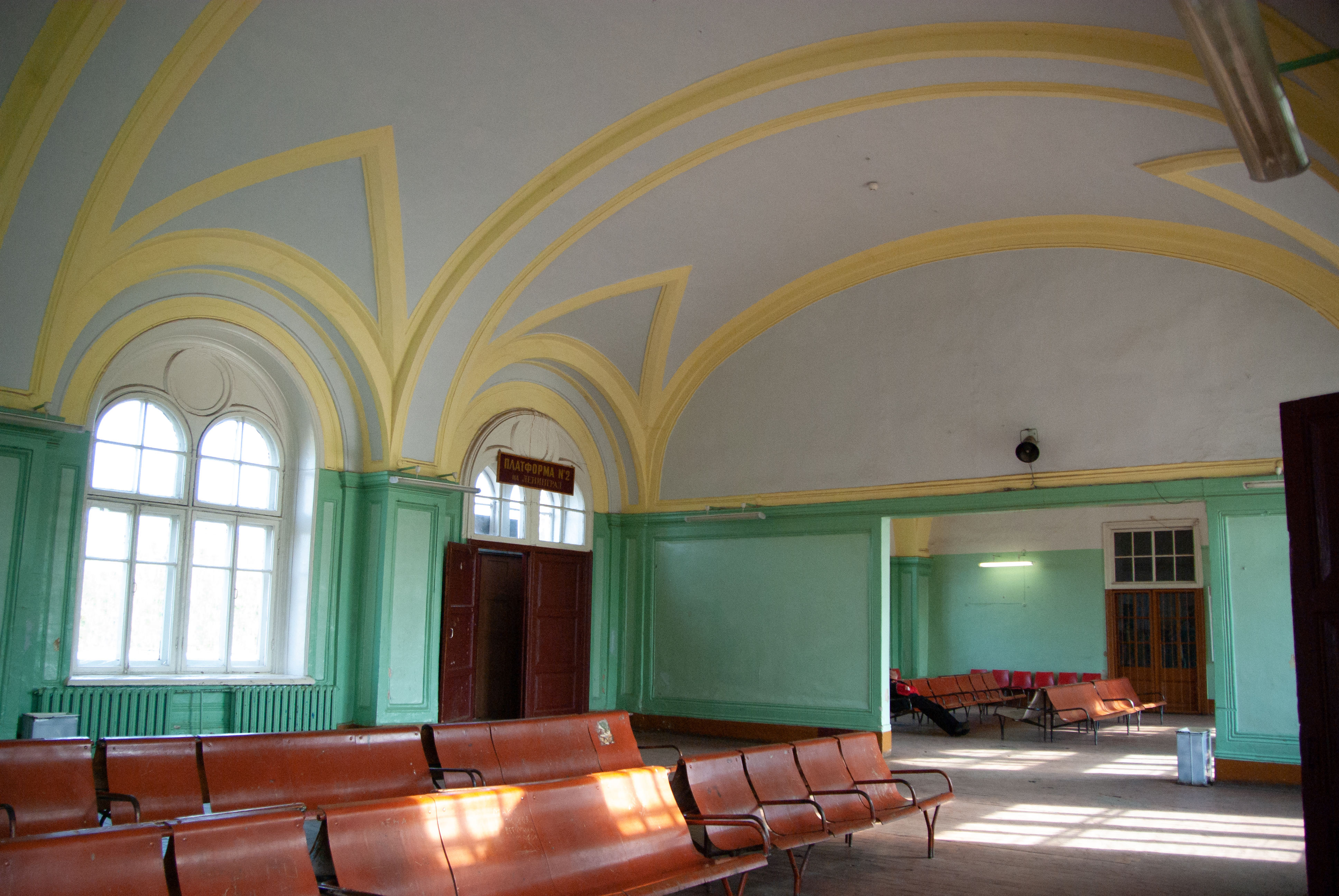
Интерьер зала ожидания вокзала Спирово (2010)

Станция имела комплекс служб, подсобных сооружений и казарм. Были построены здание для отдыха сменных бригад, больница (была рассчитана лишь на две койки) и баня, сначала деревянная, позже из кирпича, которая существует и сейчас. Было построено круглое паровозное депо на 22 стойла (закрыто в 1912 году, частично сохранилось) с поворотным кругом. Для обеспечения паровозов была построена водонапорная башня (сохранилась), река Малая Тигма перегорожена дамбой, в результате чего образовалось Тигменское водохранилище. Наиболее важным сооружением стал вокзал с пассажирскими залами I—III классов, с крытыми платформами, сооруженный по типовому проекту Р. А. Желязевича. На вокзале сохранилось императорское отделение, служившее для приема членов царской семьи.

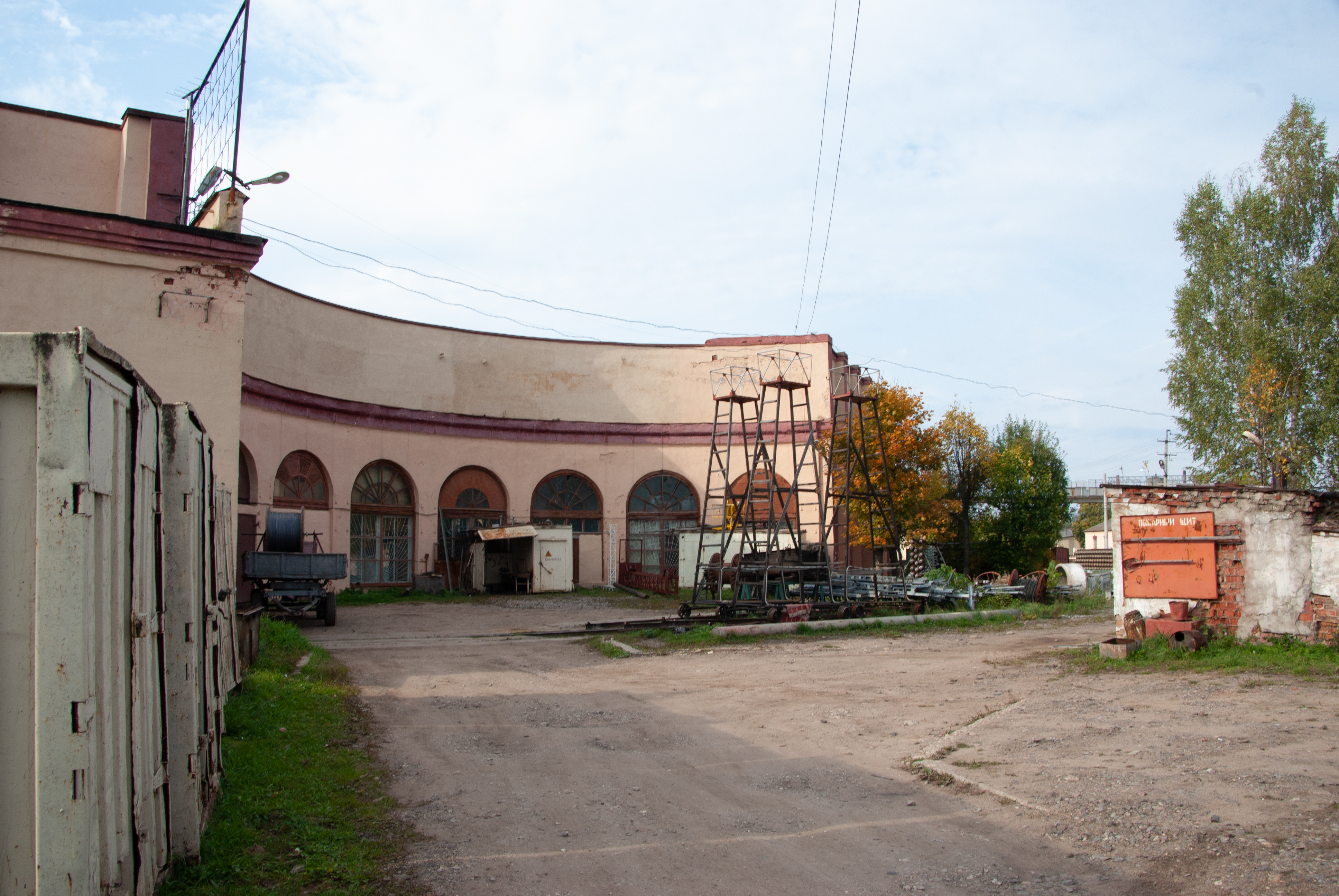
Остаток круглого паровозного депо в Спирово (2010)

В 1873 году в круглом паровозном здании сделано удлинение поворотного круга. В 1875-1881 годах устроены прямоугольные паровозные здания на 12 и 6 локомотивов. В 1873 году построена ветвь, купцом Бутиным на свои средства, к складам лесных материалов длиной 0,2 версты. В 1889 году устроен подъездной путь в балластьер Круглова. В 1903 году и 1912 году был произведён капитальный ремонт пассажирских зданий. В 1908 году на станции было открыто железнодорожное училище.

С 1850 года на станции были организованы 6-й участок службы пути (впоследствии — Спировская дистанция пути ПЧ-4; в 1958 году объединена с Калининской дистанцией пути ПЧ-3), 5-й участок службы тяги, 5-й участок службы движения. В комплексе также были построены кирпичные линейно-путевые здания и казармы. Во второй половине XIX века при реконструкции Главным обществом российских железных дорог были построены прямоугольное депо на 12 стойл (не сохранилось) и деревянные линейно-путевые здания (частично сохранились). В 1898 году по инициативе служащих 6-го участка пути на станции была создана первая на Николаевской железной дороге библиотека.

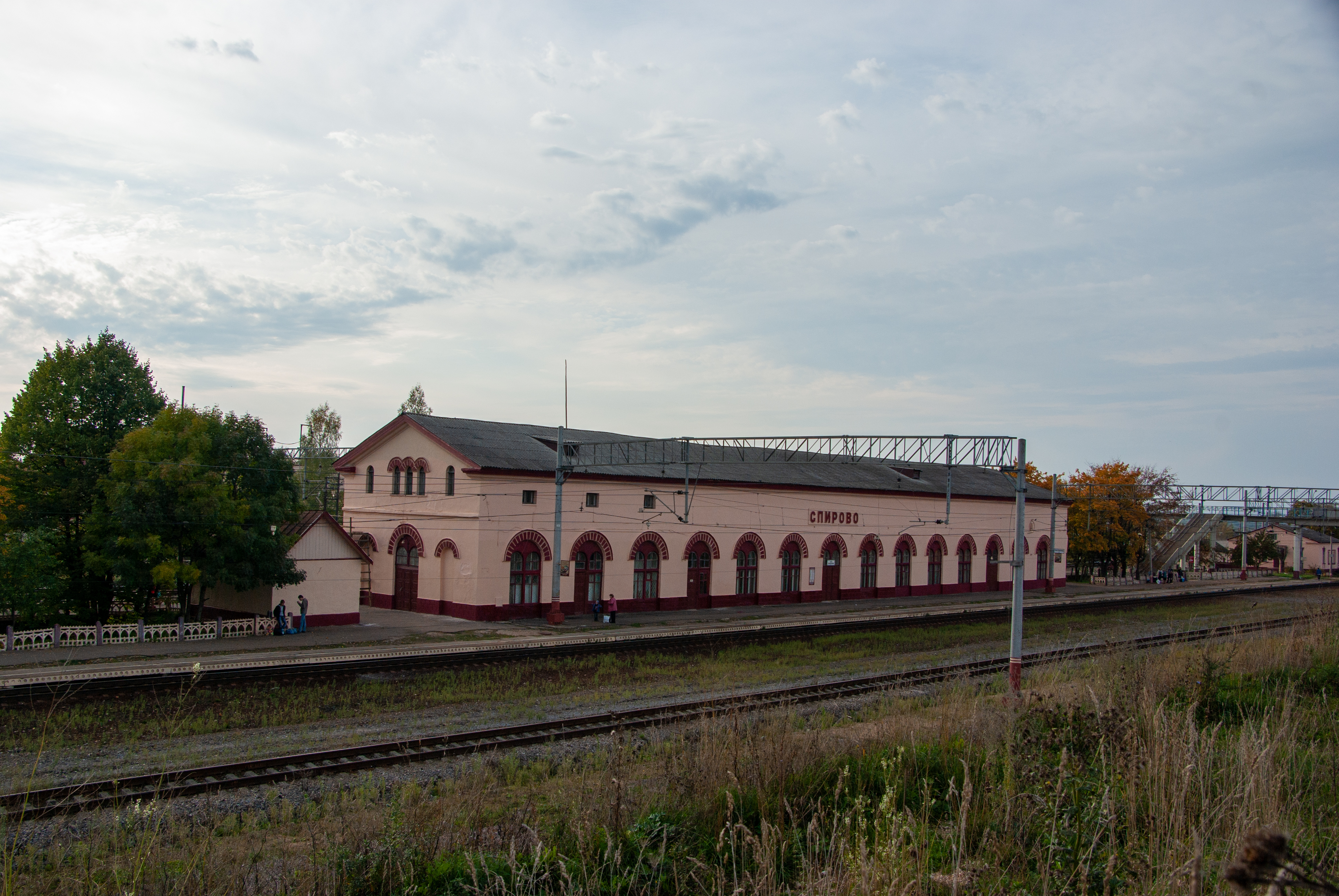
Общий вид вокзала (2010)

Повышение мощности паровозов, весовых норм для поездов и интенсивности движения в 1930-х годах определили необходимость технического перевооружения станции. Были уложены рельсы более тяжелого типа, для укладки пути стал применяться щебёночный балласт. В 1938—1939 был построен новый пакгауз, в 1939—1940 была введена релейная централизация, позволившая увеличить пропускную способность станции вдвое. В 1962 году станция электрифицирована в составе участка Калинин — Малая Вишера. В 1963 году на маршруте Калинин — Спирово, а затем и Калинин — Бологое пригородное сообщение было организовано электросекциями СР3. До 2001 года по станции Спирово осуществлялся оборот большого количества пригородных поездов.
В 1971 году присвоен код ЕСР № 0720.

В 1975 году присвоен новый код ЕСР № 07200.

В 1982 году станции присвоен код Экспресс-2 № 20456.

В 1985 году станция получила новый код АСУЖТ (ЕСР) № 062401.

В 1994 году станция получила новый код Экспресс-3 № 2004456.

## Характеристика
Основное содержание работы станции Спирово заключается в организации безопасного пропуска поездов всех категорий. По характеру основной работы станция отнесена к промежуточным, по объему работы отнесена к 3-му классу. Станция также обслуживает местные предприятия: стекольные заводы «Индустрия» и «Вип-гласс».
Путевое развитие ст. Спирово — 15 путей. Пути № I, II, 3, 3а, 5, 6, 8, 11, 12 — электрифицированные, пути №№ I, II, 3, 3а, 5, 6, 8, 11, 12 оборудованы устройствами АЛСН. Пути I, II — главные, пути 3, 3а, 5, 6, 8 — приемо-отправочные для поездов обоих направлений; по пути 3а осуществляется пропуск четных поездов. Пути 9, 21б — погрузочно-выгрузочные, 11 — вытяжной, 13, 12 — предохранительные тупики. Путь 16 — выставочный, 33 — для отстоя вагонов, 39 — ходовой.

## Прилегающие перегоны
- В нечётном направлении: Спирово — Калашниково — двухпутный электрифицированный. По I главному пути — односторонняя четырёхзначная автоблокировка для движения нечётных поездов; по II главному пути — односторонняя четырёхзначная автоматическая блокировка для движения чётных поездов. Перегон оборудован устройствами для движения поездов по неправильному пути по сигналам АЛСН.
- В чётном направлении: Спирово — Осеченка — двухпутный электрифицированный. По I главному пути — односторонняя четырёхзначная автоматическая блокировка для движения нечётных поездов; по II главному пути — односторонняя четырёхзначная автоматическая блокировка для движения чётных поездов. Перегон оборудован устройствами для движения поездов по неправильному пути по сигналам АЛСН.

## Движение
На станции останавливаются все пригородные поезда, следующие из Твери до Бологого, по состоянию на 2016 год - 5 пар пригородных поездов в сутки.
Также на станции останавливаются поезда дальнего следования № 120В Белгород — Санкт-Петербург, № 119В Санкт-Петербург — Белгород и № 247А Санкт-Петербург — Анапа.
| № поезда                         | Маршрут движения                 | № поезда                         | Маршрут движения                 |
| Круглогодичное обращение поездов | Круглогодичное обращение поездов | Круглогодичное обращение поездов | Круглогодичное обращение поездов |
| -------------------------------- | -------------------------------- | -------------------------------- | -------------------------------- |
| 119                              | Санкт-Петербург — Белгород       | 120                              | Белгород — Санкт-Петербург       |
| Сезонное обращение поездов       |                                  |                                  |                                  |
| 247                              | Санкт-Петербург — Анапа          | 248                              | Анапа — Санкт-Петербург          |

## Объекты культурного наследия
В 2010 году комплекс станции Спирово включен в перечень выявленных объектов культурного наследия:
- Здание вокзала островного типа, 1850 год;
- Здание круглого депо, 1850 год;
- Здание водонапорной башни, 1850 год;
- Здание дома службы тяги, конец XIX — начало XX века;
- Здание училища, начало XX века;
- Здание поста ЭЦ, 1910-е;
- Здание кипятилки, 1850-е;
- Здание водоемного дома, 1910-е;
- Жилой дом, 1880-е;
- Мост через р. Тигомка.